# دير نايم (أمر يونكس)
دير نايم بالانجليزية dirname هو معيار برنامج كمبيوتر على يونكس و  شبيه يونكس  . عندما يعطى dirname على مسار ، فإنه سيتم حذف أي احقة بدءا مائل الأخير ( '/' ) حرف وإرجاع النتيجة. تم وصف dirname في مواصفات يونكس المنفردة ويستخدم بشكل أساسي في سكربت شل .

## التاريخ
تم إصدار نسخة dirname المجمعة في أدوات غنو الأساسية من قبل ديفيد ماكنزي وجيم مايرنغ.

## استعمال
مواصفات يونكس المنفردة لـ dirname هي
```
dirname string
```

## أمثلة
سيقوم dirname باسترداد اسم مسار الدليل من اسم المسار متجاهلاً أي خطوط مائلة زائدة 
```
dodo@root ~ $ 
dirname
 
/home/openproject/.bundle/cache/compact_index/

/home/openproject/.bundle/cache

dodo@root ~ $ 
dirname
 
/home/openproject/.bundle/cache/

/home/openproject/.bundle

dodo@root ~ $ 
dirname
 
/home/openproject/.bundle/

/home/openproject

dodo@root ~ $ 
dirname
 
compact_index

.

dodo@root ~ $ 
dirname
 
/

/

// // هذه النصوص قمت بعملها على الحاسوب الشخصي

```

## الأداء
نظرًا لأن dirname لا يقبل سوى معامل واحد ، فإن استخدامه داخل الحلقة الداخلية من البرامج النصية للصدف يمكن أن يكون ضارًا بالأداء. يعتبر 
```
 
while
 
read
 
file
;
 
do

   
dirname
 
"
$file
"

 
done
 
<
 
some-input

```

قد يؤدي المقتطف أعلاه إلى استدعاء عملية منفصلة لكل سطر من المدخلات. لهذا السبب ، يتم استخدام استبدال shell عادةً بدلاً من ذلك 
```
 
if
 
[
 
-n
 
"
${
file
##*/*
}
"
 
]
;
 
then

     
echo
 
"."

 
else

     
echo
 
"
${
file
%/*
}
"
;

 
fi

```

لاحظ أن هذه المؤشر مائلة زائدة بشكل مختلف عن اسم النطاق. '